# Vidlový hřeben
Vidlové věže tvoří krajinářsky velkolepý trojvěžový Vidlový hřeben, který spojuje Lomnický štít s Kežmarským štítem. Přestože jsou viditelně nižší než sousední dva štíty, zaujmou odvážným tvarem. Exponovaný přechod "vidlí" patří k nejpůsobivějším hřebenovkám Vysokých Tater.

## Topografie
Hřeben Vidlí začíná jako ostruha z Lomnického štítu v Medené štrbine. Následuje Západní Vidlová veža (2480 m), hluboce zaříznuté Vidlové sedlo (2413 m), Veľká Vidlová veža (2522,8 m), Lieviková štrbina a štíhlá Východná Vidlová veža. Jižní stěny – asi 180 m – spadají do Cmitera (závěr Skalnaté doliny), severní do Medené kotliny nad Dolinou Zeleného plesa.

## Několik zajímavých výstupů
- 1906 Prvovýstup na Východnou Vidlovou vežu Z. Klemensiewicz a R. Kordys, IV. Patřila k posledním dobytým věžím Tater.
- 1906 První kompletní přechod hřebene A. Znamięcki a J. Marusarz, IV.
- 1936 Prvovýstup levou částí jižní stěny Východné Vidlové veže, Z. Brull, V. Hudyma, S. Motyka a Š. Zamkovský, V.

Jižními stěnami od Cmitera i severními z Medené lávky vede množství cest do obtížnosti V - VI.

## Galerie

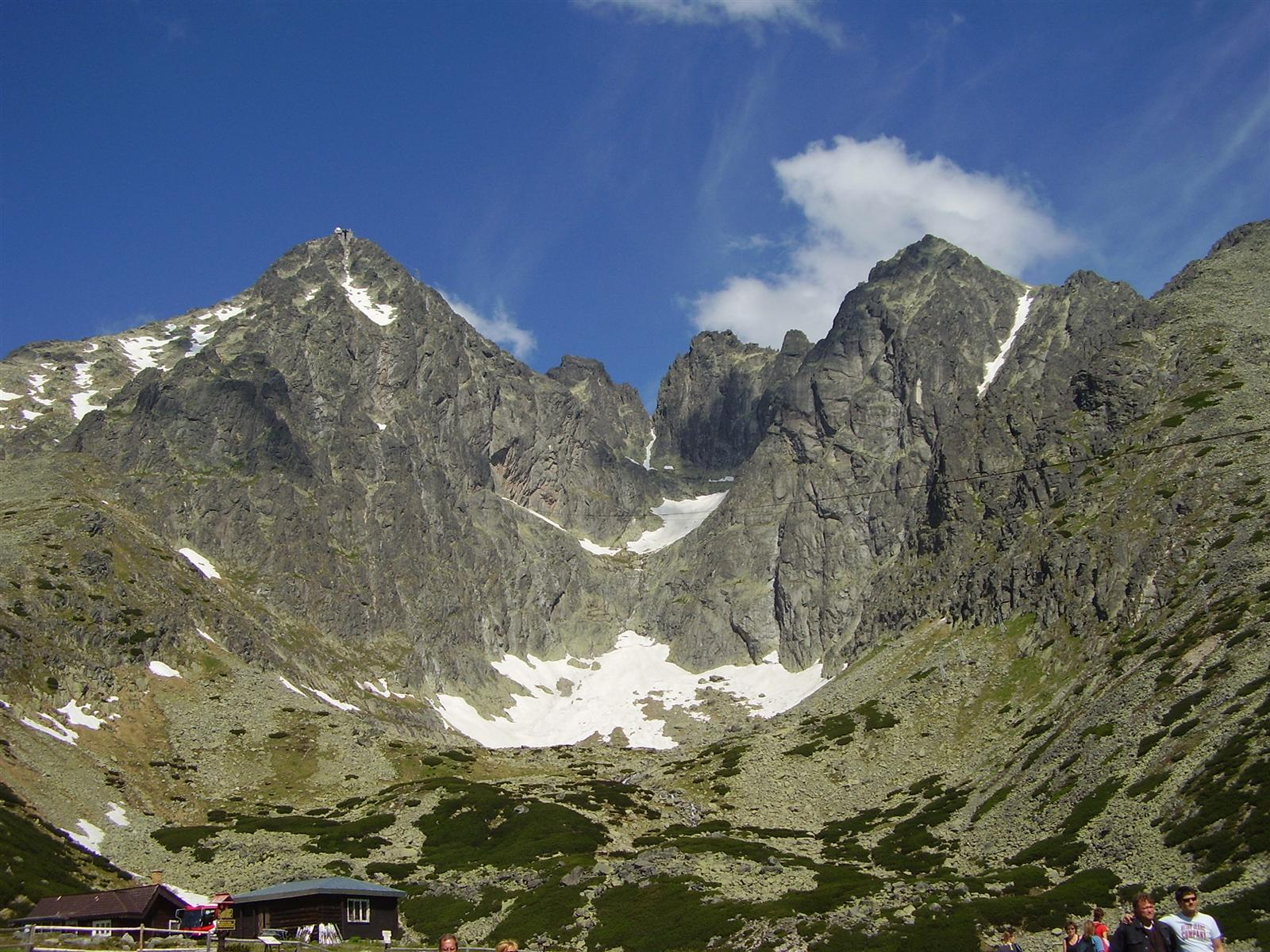
Zleva Lomnický štít, Západná, Veľká a Východná Vidlová veža, Kežmarský štít
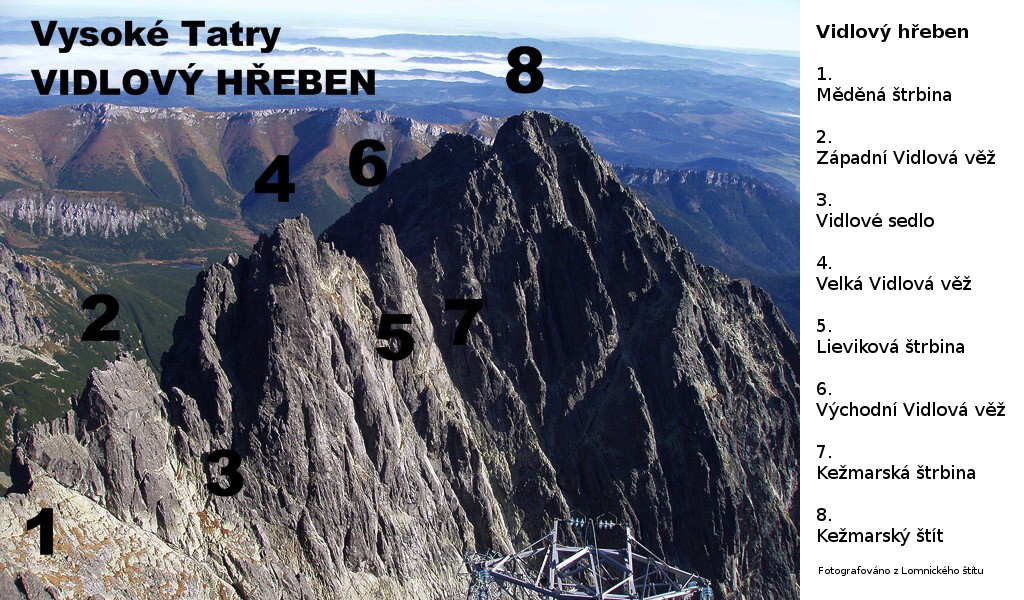
TOPO: Vidlový hřeben při pohledu z Lomnického štítu ke Kežmarskému štítu
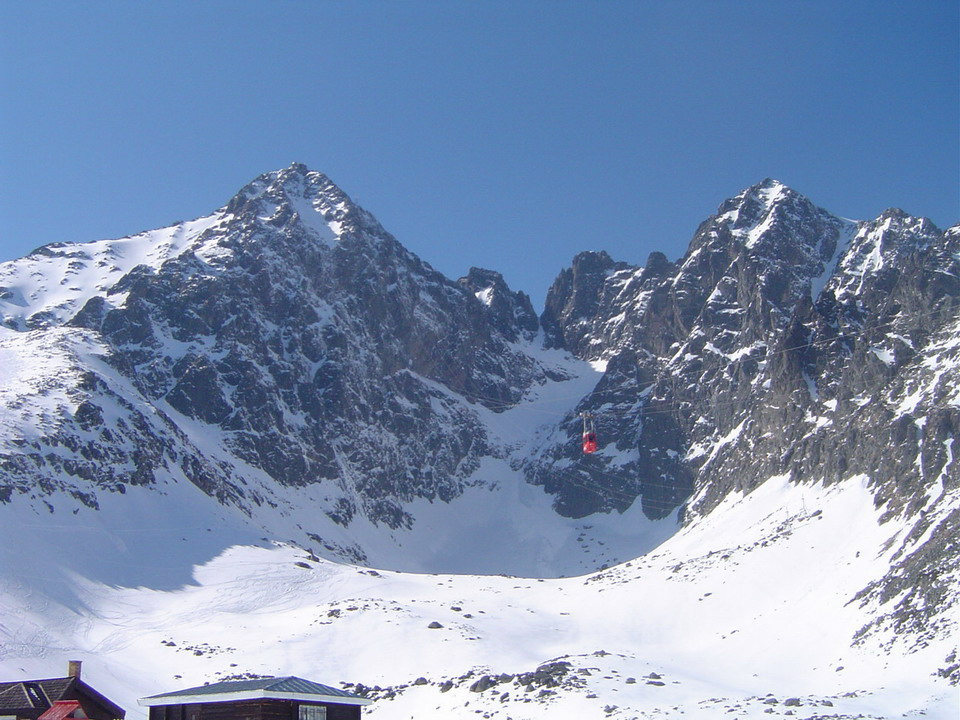
stejné v zimě
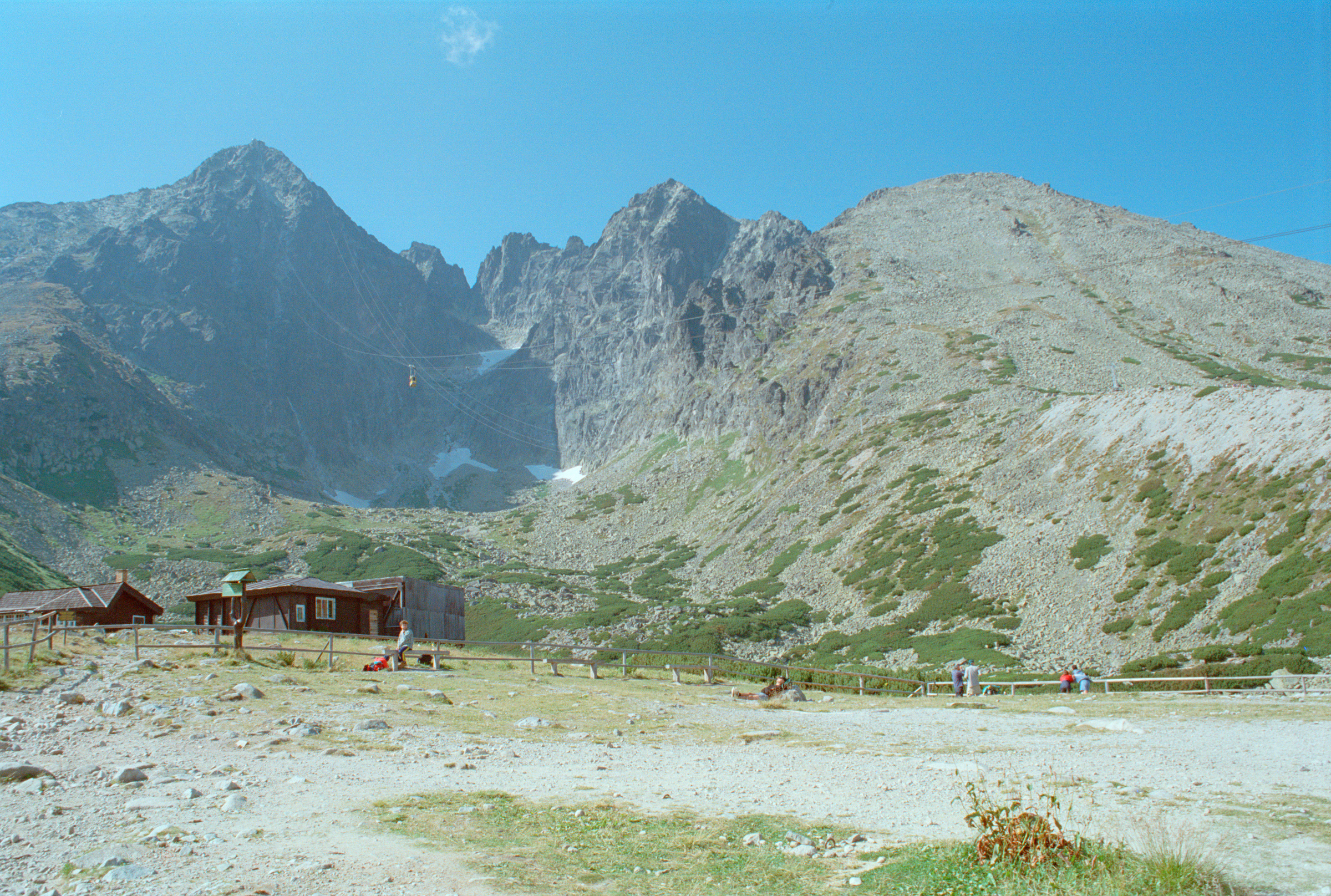
Zleva Lomnický štít, Vidlové veže, Kežmarský a Huncovský štít